# ミルウォーキー・ブルワーズ (ユニオン・アソシエーション)
ここでは1884年に、アメリカ合衆国ウィスコンシン州ミルウォーキーを本拠地として、ユニオン・アソシエーションに加盟していたミルウォーキー・ブルワーズ（Milwaukee Brewers）について述べる。この球団の他の愛称としては、"Unions"（ユニオンズ）、"Grays"（グレイズ）、"Cream Citys"（クリームシティーズ）など。

## 球団史
1884年のシーズン終了を待たずに解散してしまったウィルミントン・クイックステップスの後釜として、ユニオン・アソシエーションに参加した。チームは9月27日から10月12日までのわずかな間リーグで活動し、12試合で8勝4敗という成績を収めている。理由は定かでないが、12試合は全てをホームゲームで開催し、リーグ参加中は一度もビジターになっていない。
この短い期間中に投手のエド・カーシュマンが1度ノーヒットノーランを達成し、もう一人の投手ヘンリー・ポーターがボストンを相手に18奪三振を奪うゲームを行っている（試合は4-5で敗戦）。ただチーム財政面が弱かったのかすぐに運営が破綻してしまい、同年のリーグ解散とともにチームも活動を停止した。

## 戦績
※順位は勝率による。
| 年度   | リーグ | 試合 | 勝利 | 敗戦 | 勝率 | 順位 | 監督           | 本拠地                |
| ------ | ------ | ---- | ---- | ---- | ---- | ---- | -------------- | --------------------- |
| 1884年 | UA     | 12   | 8    | 4    | .667 | 2位  | トム・ロフタス | Wright Street Grounds |

## 所属した主な選手
- エド・カーシュマン：通算62勝80敗。1884年9月28日にノーヒットノーランを達成。
- ヘンリー・ポーター：通算96勝107敗。1884年10月3日の試合で、18奪三振を記録した。

## 主な球団記録
- 通算安打数：15（アル・マイヤーズ）
- 通算勝利数：4（エド・カーシュマン）
- 通算奪三振：71（ヘンリー・ポーター）